# 7人のこびと

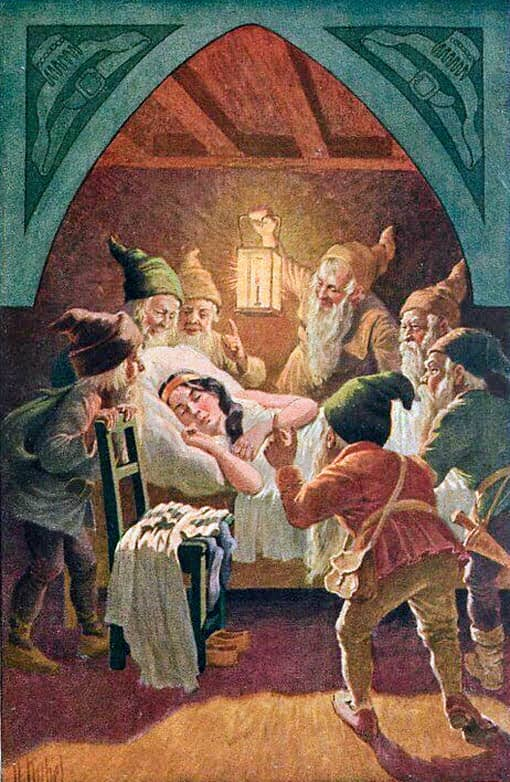
1930年にオットー・クーベルが描いたイラスト。七人の小人が眠っている白雪姫を見つける場面を描いている。

7人のこびと（英: Seven Dwarfs）は、1812年にグリム兄弟によって発表された童話『白雪姫』およびその派生作品や翻案に登場する架空のドワーフたちである。

## 歴史
7人のこびとは、小さな家に住み、近くの鉱山で働いている。白雪姫は、女王の王国から逃げるよう猟師に言われた後、この家を偶然見つける。
7人のこびとが家に帰ると、家が片付いていることに気づき、誰かが侵入したことを察する。大声で話し合っているうちに、眠っている白雪姫を発見する。彼女が目を覚まし、事情を説明すると、小人たちは哀れに思い、「もし家の掃除や料理、ベッドの用意、洗濯、裁縫、編み物をして、家をきれいに保ってくれるなら、ここにいてもいいし、欲しいものは何でもあげよう」と提案する。そして、留守中は誰も家に入れないよう警告する。
しかし、女王は老婆に変装し、カラフルなシルクのボディスを白雪姫に締めつけさせる。白雪姫は気を失うが、7人のこびとが戻ってきて紐を切り、彼女を助ける。次に、女王は櫛売りに扮し、毒のついた櫛を渡すが、小人たちが再び助ける。最後に、女王は農家の女に変装し、毒入りのリンゴを白雪姫に手渡す。彼女がリンゴを一口かじると倒れ込み、動かなくなる。
7人のこびとは、白雪姫の状態を確認するが、目覚める気配がないため、彼女は死んだものと考え、ガラスの棺に納める。しばらくして、旅をしていた王子がその棺を見つけ、白雪姫の美しさに心を奪われる。王子が彼女の遺体を城へ運ぼうとした際、棺が強く揺れ、喉に詰まっていたリンゴのかけらが外れたことで白雪姫は目を覚ます。
その後、王子は白雪姫と結婚し、二人は幸せに暮らした。

## 小人症の人々からの反応
7人のこびとは広く知られた文化的表象である一方で、小人症の人々の間では物議を醸してきた。ある研究者は、この描写について「見世物小屋の慣習に従い、小人症の人々に対する当時の偏見を助長した」と指摘し、小人たちを「無力で、滑稽で、奇妙で、子供っぽい」「過度に純真で、ときには愚かにさえ見える」存在として描いていると批判している。
2022年には、俳優のピーター・ディンクレイジが、ディズニーが計画していた実写版『白雪姫』について「有害なステレオタイプを再生産している」と批判し、「ある面では進歩的なのに、7人のこびとが洞窟に住んでいるという馬鹿げた昔話をまだ作っている。一体何をやっているんだ？」と強く非難した。
一方で、小人症のコミュニティ内には異なる意見もある。プロレスラーのディラン・ポストル（リングネーム：ホーンズワグル）は、ディンクレイジの批判に異議を唱え、ディズニーが7人のこびとを「魔法の生き物」という匿名のキャラクターに置き換えたことが、小人症の俳優たちにとって、確立された作品に出演する機会を奪うことになると指摘した。
また、コメディアンのブラッド・ウィリアムズも同様の意見を示し、7人のこびとの描写が「やや不快」ではあるものの、白雪姫の恋愛対象として描くなど、表現を工夫することで問題を解決できると主張した。また、彼らのポジティブな側面にも言及し、「彼らは仕事を持っているし、良い友人もいる。家もあるし、白雪姫を守ろうとする。ダイヤモンド鉱山で働いているから裕福だし、自力で成功した金持ちなんだ」と評価している。

## 現代メディアでの登場

### ディズニー版
1937年のディズニー映画『白雪姫』には、ディズニー版の七人の小人が登場する。
- 先生（英: Doc）（映画ではロイ・アトウェル、後の作品ではジム・カミングスやアンドレ・ソリューゾ（英語版）が声を担当）: 7人のこびとのリーダーで、眼鏡をかけている。話す際に言葉をよく混同する。
- おこりんぼ（英: Grumpy）（映画ではピント・コルヴィッグ、後の作品ではコーリー・バートン）: 初めは白雪姫の家への滞在に反対するが、彼女が危険にさらされると最も積極的に助けようとする。7人の中で最も細身で、鼻が最も大きい。片目を閉じたままでいることが多く、映画の最後まではしかめ面をしている。
- ごきげん（英: Happy）（映画ではオーティス・ハーラン、後の作品ではケビン・ショーン（英語版）やスティーブン・スタントン）: 陽気な性格で、常に笑っている。他のこびとたちの細い黒い眉毛はウォルト・ディズニーの眉毛を参考にしているが、ごきげんの眉毛は太く白い。
- ねぼすけ（英: Sleepy）（映画ではピント・コルヴィッグ、後の作品ではビル・ファーマー）: いつも眠そうで、ほとんどの場面で倦怠感を見せる。
- てれすけ（英: Bashful）（映画ではスコッティ・マットロー（英語版）、後の作品ではジェフ・ベネット）: 内気で心優しい性格。白雪姫に憧れており、恥ずかしがるとすぐに赤面する。
- くしゃみ（英: Sneezy）（映画ではビリー・ギルバート、後の作品ではボブ・ジョールス（英語版））: アレルギー性鼻炎のため、非常に強いくしゃみをする。そのくしゃみで重い物を吹き飛ばすこともある。
- おとぼけ（英: Dopey）（映画ではエディ・コリンズ（英語版）が声を担当）: 7人のこびとの中で最年少。髭がなく、頭が禿げていて、大きな耳を持つ。ドジで、話すことができないが、ごきげんによれば「ただ話そうとしたことがないだけ」とされる。彼の名前は、ディズニー映画『ダンボ』に登場するカラス「ドーピー（藁帽子）」と同じ名前である。

7人のこびとは『7人の賢い小人』『オール・トゥギャザー』『The Winged Scourge』『ハウス・オブ・マウス』『ライオン・キング3 ハクナ・マタタ』『ワンス・アポン・ア・スタジオ -100年の思い出-』などのアニメ作品にも登場している。また、『キングダム ハーツ バース バイ スリープ』および前日譚の『キングダム ハーツ キー』、『ディズニー マジックキングダムズ』などのゲームにも登場する。

#### 映画・アニメシリーズでの展開

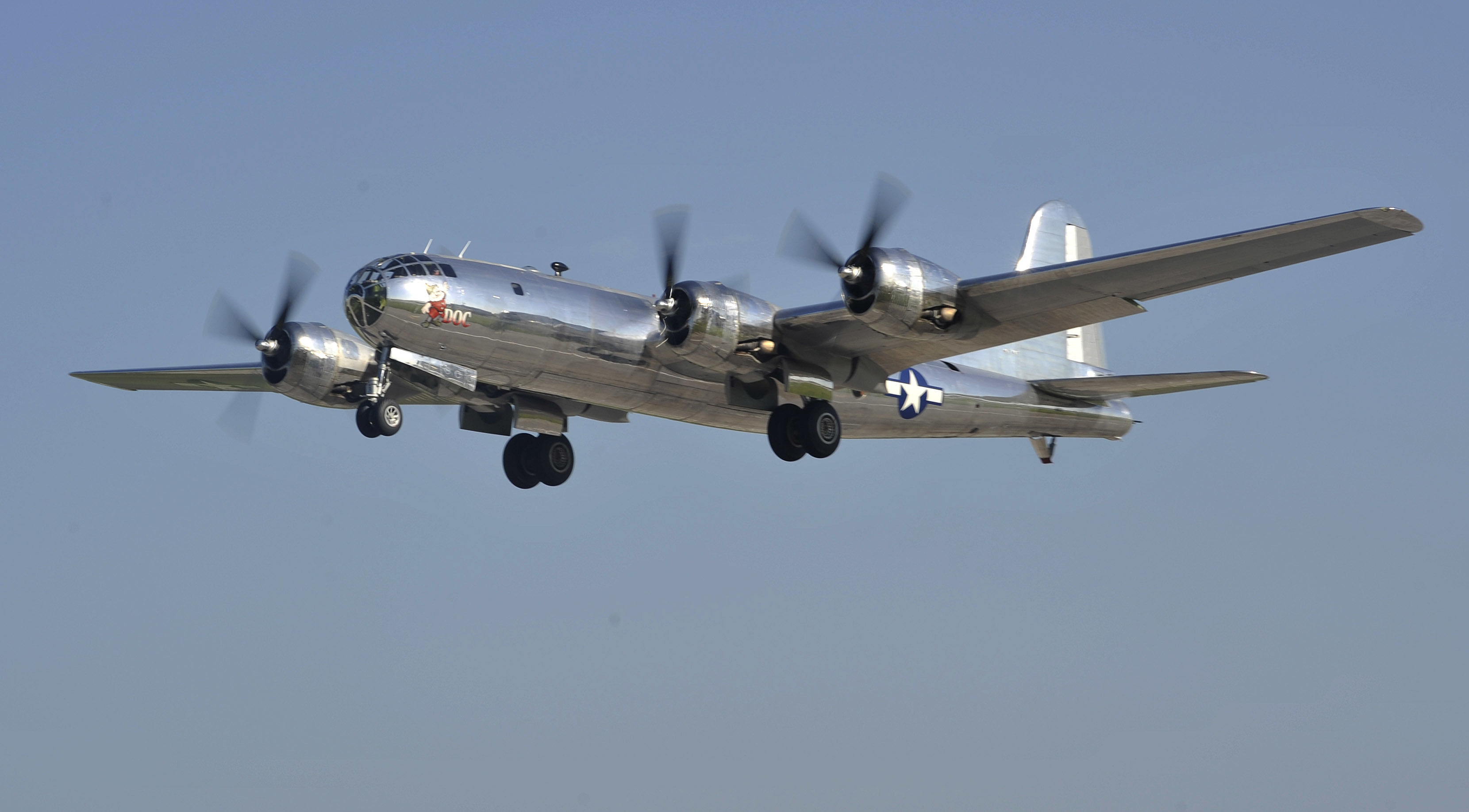
第二次世界大戦中に建造されたボーイング B-29 スーパーフォートレス「Doc」は、ディズニーの7人のこびとの一人「先生（Doc）」にちなんで名付けられた。

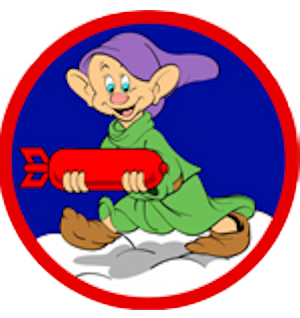
第二次世界大戦中、第341爆撃飛行隊のエンブレムには、7人のこびとの「おとぼけ（Dopey）」が描かれていた。

2000年代初頭、ディズニートゥーン・スタジオ（DTS）はディズニー・コンシュマー・プロダクツ（DCP）と協力し、新たなディズニー・フランチャイズを開発していた。DCPが他のフランチャイズを模索する中、ディズニートゥーンは男性向けのシリーズとして7人のこびとに着目。2005年には『白雪姫』の続編となるアニメ映画の制作が正式に進められた。
ポール＆ガエタン・ブリッツィによる初期案では、こびとたちが魔法の鏡の中に悪役を閉じ込め、その後の物語へつなげる内容が構想された。さらに、ブエナ・ビスタ・ゲームス（現：ディズニー・インタラクティブ・スタジオ）はゲーム開発会社オブシディアン・エンターテインメントに、こびとたちの祖先を題材にしたゲームの企画を持ちかけた。しかし、DTSの経営陣はこれらのプロジェクトが十分にまとまっていないと判断し、『ティンカー・ベル』の物語を手がけたマイク・ディサとエヴァン・スピリオトポウロスが新たに企画を立ち上げた。 彼らは『指輪物語』のような壮大な物語を構想し、オリジナル映画とのつながりを意識した内容を提案。しかし、制作サイドの意向により、おとぼけの悲劇的な過去を盛り込むことが求められ、ディサはプロジェクトの継続を断念。その約2か月後、ディズニー・アニメーション・スタジオのチーフ・クリエイティブ・オフィサーであるジョン・ラセターが映画の制作を中止した。

#### 『ハイ・ホー7D』とテーマパーク
2014年には、ディズニー・テレビジョン・アニメーションが制作したアニメシリーズ『ハイ・ホー7D』が放送された。この作品では、1937年の映画のキャラクターを基に、白雪姫と出会う以前の7人のこびとの冒険を描いている。彼らはクイーン・デライトフルに仕え、ジョリウッド王国を悪党グルームズから守る役割を担っている。
- 先生（Doc）：ビル・ファーマー
- おこりんぼ（Grumpy）：モーリス・ラマーシュ
- ごきげん（Happy）：ケビン・マイケル・リチャードソン
- ねぼすけ（Sleepy）：スティーブン・スタントン
- てれすけ（Bashful）：ビリー・ウェスト
- くしゃみ（Sneezy）：スコット・メンヴィル
- おとぼけ（Dopey）：ディー・ブラッドリー・ベイカー（声なし）

また、テーマパークには「七人のこびとのマイントレイン」というローラーコースター型アトラクションが追加された。

#### その他の登場
- 『ディセンダント』シリーズ（実写映画および小説）：おとぼけには息子のダグが登場し、女王の娘エヴィに恋をする。小説では先生、ねぼすけ、てれすけ、おこりんぼの息子（それぞれゴードン、スリーピーJr.、バッシュフルJr.）も登場する。
- 『チップとデールの大作戦 レスキュー・レンジャーズ』（2022年）：くしゃみ（Sneezy）が海賊版キャラクターの一員として登場。
- イギリス海軍戦艦HMSネルソン：砲塔の砲門には、7人のこびとの名前が非公式に付けられていた[11]。
- 映画『ウィッシュ』（2023年）：主人公アーシャの7人の友人たちは7人のこびとをモチーフにしており、それぞれのキャラクターに対応している。

#### 他言語での翻訳
以下は、7人のこびとの名前の各言語における翻訳である。
| 言語           | 先生 (Doc) | おこりんぼ (Grumpy) | ねぼすけ (Sleepy) | てれすけ (Bashful) | ごきげん (Happy) | くしゃみ (Sneezy) | おとぼけ (Dopey) |
| -------------- | ---------- | ------------------- | ----------------- | ------------------ | ---------------- | ----------------- | ---------------- |
| アルバニア語   | I mençuri  | Nevriku             | Gjumashi          | I turpshmi         | I qeshuri        | Tështima          | Memeci           |
| アラビア語     | دوك        | غضبان               | نعسان             | خجول               | سعيد             | عطوس              | دوبي             |
| アルメニア語   | Խելացի     | Փնթփնթան            | Քնկոտ             | Ամաչկոտ            | Ուրախ            | Փռշտացող          | Հիմարիկ          |
| カタルーニャ語 | Savi       | Rondinaire          | Dormilega         | Vergonyós          | Feliç            | Esternuts         | Mudet            |
| チェコ語       | Prófa      | Bručoun             | Dřímal            | Stydlín            | Štístko          | Kejchal           | Šmudla           |
| クロアチア語   | Učo        | Ljutko              | Pospanko          | Stidljivko         | Srećko           | Kihavko           | Glupko           |
| 中国語         | 萬事通     | 愛生氣              | 瞌睡蟲            | 害羞鬼             | 開心果           | 噴涕精            | 糊塗蛋           |
| デンマーク語   | Brille     | Gnavpot             | Søvnig            | Flovmand           | Lystig           | Prosit            | Dumpe            |
| オランダ語     | Doc        | Grumpie             | Dommel            | Bloosje            | Giechel          | Niezel            | Stoetel          |
| 英語           | Doc        | Grumpy              | Sleepy            | Bashful            | Happy            | Sneezy            | Dopey            |
| エスペラント語 | Dok        | Grumblulo           | Dormulo           | Timemulo           | Ĝojulo           | Ternulo           | Ŝmirulo          |
| フィンランド語 | Viisas     | Jörö                | Unelias           | Ujo                | Lystikäs         | Nuhanenä          | Vilkas           |
| フランス語     | Prof       | Grincheux           | Dormeur           | Timide             | Joyeux           | Atchoum           | Simplet          |
| グルジア語     | დოკი       | ბრაზიანი            | მძინარა           | მორცხვი            | მხიარული         | სნიზი             | სულელი           |
| ドイツ語       | Chef       | Brummbär            | Schlafmütz        | Pimpel             | Happy            | Hatschi           | Seppl            |
| ギリシア語     | Σοφός      | Γκρινιάρης          | Υπναράς           | Ντροπαλός          | Καλόκαρδος       | Συναχωμένος       | Χαζούλης         |
| ヘブライ語     | דוק        | רטנוני              | ישנוני            | ביישני             | עליזי            | אפצ'י             | שתיה             |
| ハンガリー語   | Tudor      | Morgó               | Szundi            | Szende             | Vidor            | Hapci             | Kuka             |
| アイスランド語 | Glámur     | Naggur              | Purkur            | Kútur              | Teitur           | Hnerrir           | Álfur            |
| アイルランド語 | Saoi       | Cancrán             | Codlatán          | Cúthalachán        | Sonaí            | Sraothachán       | Simpleoir        |
| イタリア語     | Dotto      | Brontolo            | Pisolo            | Mammolo            | Gongolo          | Eolo              | Cucciolo         |
| 日本語         | 先生       | おこりんぼ          | ねぼすけ          | てれすけ           | ごきげん         | くしゃみ          | おとぼけ         |
| カザフ語       | Ақылды     | Жұбаншақ            | Ұйқышыл           | Ұялшақ             | Күлегеш          | Түшкiршек         | Қарапайым        |
| ラテン語       | Medicullus | Severus             | Somniculosus      | Verecundus         | Beatus           | Sternuens         | Fatuus           |
| マレー語       | Bomor      | Pemarah             | Ngantuk           | Malu-malu          | Gembira          | Bersin            | Terpinga-pinga   |
| ノルウェー語   | Brille     | Sinnataggen         | Søvnig            | Blygen             | Lystig           | Prosit            | Minsten          |
| ペルシア語     | دکتر       | اخمو                | خوابالو           | کمرو               | شنگول            | عطسه‌ای            | خنگول            |
| ポーランド語   | Mędrek     | Gburek              | Śpioszek          | Nieśmiałek         | Wesołek          | Apsik             | Gapcio           |
| ポルトガル語   | Mestre     | Zangado             | Soneca            | Dengoso            | Feliz            | Atchim            | Dunga            |
| ルーマニア語   | Doc        | Morocănosul         | Somnorosul        | Rușinosul          | Voiosul          | Hapciu            | Mutulică         |
| ロシア語       | Умник      | Ворчун              | Соня              | Скромник           | Весельчак        | Чихун             | Простачок        |
| スペイン語     | Sabio      | Gruñón              | Dormilón          | Tímido             | Feliz            | Estornudo         | Tontín           |
| スウェーデン語 | Kloker     | Butter              | Trötter           | Blyger             | Glader           | Prosit            | Toker            |
| トルコ語       | Doktor     | Huysuz              | Uykucu            | Utangaç            | Mutlu            | Meraklı           | Salak            |
| ウズベク語     | Bilagʻon   | Qaysar              | Uyquchi           | Uyatchang          | Xushchaqchaq     | Apshu             | Anqov            |

### 『セサミストリート』での登場
『セサミストリート』では、7人のこびとをモチーフにした異なるバージョンが登場し、それぞれ「エニシング・マペット（Anything Muppets）」を使用して作られた。

#### エピソード279 – 6人のこびと
エピソード279では、7人ではなく6人の小人が登場。白雪姫が間違えて彼らの家を訪れ、小人の数が違うことに気づく。登場した小人は以下のとおり：
- スパーキー（Sparky） - ジェリー・ネルソン
- スヌーキー（Snooky） - ジェリー・ネルソン
- ポーキー（Pokey） - ジム・ヘンソン
- フレイキー（Flakey） - ジム・ヘンソン
- ドリッピー（Drippy） - ジェリー・ネルソン
- スニーキー（Sneaky） - ジム・ヘンソン

#### エピソード2787 – 7人の感情的なこびと（Seven Emotional Dwarfs）
エピソード2787では、「7人の感情的なこびと」が登場し、カエルのカーミットによるインタビューを受ける。それぞれ異なる感情を表す名前を持っている：
- チアフル（Cheerful / 陽気） - リチャード・ハント
- サッド（Sad / 悲しい） - ケビン・クラッシュ
- アングリー（Angry / 怒り） - ジェリー・ネルソン
- プラウド（Proud / 誇り） - マーティン・P・ロビンソン（英語版）
- フィアフル（Fearful / 恐れ） - デヴィッド・ラッドマン
- ラヴィー（Lovey / 愛情深い） - ジェームズ・クラウパ
- サプライズド（Surprised / 驚き） - ジム・マーティン（英語版）

#### エピソード4114 – 新たな7人のこびと
エピソード4114では、白雪姫（エイミー・セダリスが演じる）とともに、新たな7人のこびとが登場。ここでは、さらにユニークな特徴を持つ：
- クラムジー（Clumsy / ドジ） - ジョーイ・マッツァリーノ（英語版）
- ヴァーティゴ（Vertigo / めまい） - フラン・ブリル（英語版）
- ギャッシー（Gassy / おなら） - マット・ヴォーゲル
- イッチー（Itchy / かゆい） - カルメン・オスバーフ（英語版）
- スメリー（Smelly / 臭い） - マーティン・P・ロビンソン（英語版）
- センシティブ・ノーズ（Sensitive-Nose / 敏感な鼻） - ライアン・ディロン パペッティア（英語版）
- ハミー（Hammy / 大げさ） - エリック・ジェイコブソン

### 『グリム名作劇場』での登場
アニメ『グリム名作劇場』の「白雪姫」のエピソードでは、7人のこびとの名前が曜日にちなんで付けられている。英語吹き替え版の声優も以下の通り：
- サンデー（Sunday） - クリフトン・ウェルズ
- マンデー（Monday） - ケリガン・メイハン
- チューズデー（Tuesday） - （声優不明）
- ウェンズデー（Wednesday） - トム・ワイナー
- サーズデー（Thursday） - （声優不明）
- フライデー（Friday） - マイケル・ソリッチ
- サタデー（Saturday） - エドワード・マニックス（英語版）

また、作中では7人のこびとが狼の群れと協力関係を持っているという特徴的な設定がある。

### 『Happily Ever After』での登場
アニメ映画『Happily Ever After』では、7人のこびとが隣国で鉱山を開いたとされており、その代わりに登場するのが「セブン・ドワーフェルズ（Seven Dwarfelles）」と呼ばれる7人の女性の従姉妹たちである。彼女たちはそれぞれ自然の力を司り、母なる自然のもとで働いている。

#### セブン・ドワーフェルズとその能力
- マディー（Muddy）（声：キャロル・チャニング）
  - 地の力を持ち、地震を引き起こすなどの能力を持つ。泥遊びを最も好む。
- サンバーン（Sunburn）（声：サリー・ケラーマン）
  - 太陽の力を持ち、日光を集中させたり、雲を払ったりすることができる。映画では暗い洞窟を照らすために光を集める場面がある。ニューヨーク訛りのアクセントと気の強い態度を持ち、口癖は「This really BURNS me up!（本当にカッカするわ！）」。
- ブロッサム（Blossom）（声：ザ・ザ・ガボール）
  - 植物と花の力を持ち、地面にエネルギーを放ち花を咲かせることができる。ただし、自然の少ない環境ではその能力が弱まる。ガボール自身の特徴的な口調やファッションへのこだわりが反映されている。
- マリーナ（Marina）（声：リンダ・ゲイリー（英語版））
  - 水（湖や川）を司るが、映画内では水中で呼吸する能力しか描かれない。落ち着いた雰囲気で、イギリス英語のアクセントを持つ。
- クリッテリーナ（Critterina）（声：リンダ・ゲイリー（英語版））
  - 動物と話す能力を持つが、母なる自然の創造物以外の動物（例えば敵キャラクターの一角狼）には影響を及ぼせない。人間のような見た目の他のドワーフェルズとは異なり、動物的な外見をしている。カウガールのような性格で、テキサス訛りがある。
- ムーンビーム（Moonbeam）（声：トレイシー・ウルマン）
  - 眠りの力を持つが、彼女自身は昼間に寝ぼけながら行動し、夜になると目覚める。映画内では彼女の能力の詳細は明かされない。
- サンダレラ（Thunderella）（声：トレイシー・ウルマン）
  - 天候を操る力を持つが、能力をうまく制御できず、しばしば失敗する。仲間の中では「はみ出し者（black sheep）」と見なされている。物語の終盤では、指先から雷を放ち、敵のロード・マリス（Lord Maliss）を倒すことで活躍する。

#### セブン・ドワーフェルズの役割
彼女たちは、白雪姫が王子を救う旅を手助けする重要な存在として登場する。ロード・マリスの陰謀に立ち向かい、それぞれの自然の力を活かして白雪姫をサポートする。

### 『Snow White』（1990年）での登場
1990年のアニメ映画『Snow White』では、7人のこびとが登場し、ジム・カミングスとロブ・ポールセンが声を担当している。

### 『Happily Ever After: Fairy Tales for Every Child』での登場
アニメシリーズ『Happily Ever After: Fairy Tales for Every Child』の「白雪姫」のエピソードでは、物語の舞台がアメリカ南西部に設定されている。ここでは、7人のこびとは北からやってきた神秘的な小さな男たちであり、ターコイズを採掘する鉱夫として描かれている。

#### 七人の小さな男たちとその特徴
- ブライト・シルバー（Bright Silver）（声：パト・ホフマン（英語版））
  - 七人のリーダー。
- フールズ・ゴールド（Fool's Gold）（声：バー・デベニング（英語版））
  - 最もドジな小さな男。
- スメリー・サルファー（Smelly Sulfur）（声：バー・デベニング（英語版））
  - 最も臭い小さな男。
- ハード・ジェイド（Hard Jade）（声：ティム・サンプソン）
  - 最も力が強い小さな男。
- ラフ・カッパー（Rough Copper）（声：ジム・グレート・エルク・ウォーターズ）
  - 短気な性格だが、頭の回転も速い。
- シャープ・フリント（Sharp Flint）（声：マイケル・ホース（英語版））
  - 辛辣な言葉遣いが特徴の小さな男。
- ヘヴィ・メタル（Heavy Metal）（声：サニー・スカイホーク / サニー・ルビドー）
  - 最も食いしん坊な小さな男。

このバージョンの7人のこびとは、白雪姫を助けるとともに、アメリカ南西部の先住民文化や鉱山労働の要素を取り入れたユニークなキャラクターとして描かれている。

### 『シュレック』シリーズでの登場
『シュレック』シリーズでは、7人のこびとがコミカルな役回りで複数回登場する。

#### 『シュレック』（2001年）
7人のこびとは、白雪姫の棺を運ぶシーンで登場する。

#### 『シュレック2』（2004年）
映画の冒頭で、7人のこびとがシュレックに「I love you」と刻まれた指輪を渡す。これは『指輪物語』の「一つの指輪」のパロディ。

#### 『シュレック3』（2007年）
白雪姫がフィオナへの結婚祝いとしてこびとの一人をベビーシッターとして贈る。彼女曰く、「あと人家にいるから大丈夫」。

#### 『シュレック 怖がりやは誰だ』（2010年）
映画のラストで、シュレックとフィオナがハロウィンを祝って7人のこびとに卵を投げつける。

#### 『シュレック・ザ・ミュージカル』（2008年）
おこりんぼ（Grumpy）をモデルにしたこびとが、ファークアード卿の父親として登場。
- 彼は「ファークアードを幼少期に森に置き去りにした」と語るが、後に「実際は28歳になっても実家の地下室に住み続けていたから追い出した」と明かされる。
- また、母親は『エンドウ豆の上に寝たお姫さま』の王女で、25枚のマットレスの上から転げ落ちたとされる。

### 『白雪姫と鏡の女王』での登場
映画『白雪姫と鏡の女王』では、7人のこびとはハイウェイマンとして活動しており、通りかかる人々を襲って財産を奪う。彼らは伸縮式の竹馬付きのブーツを履いており、これによって普通の人間のような背丈に見せかけている。
しかし、物語が進むにつれて、彼らは白雪姫と協力し、邪悪な女王クレメンティアナ（Queen Clementianna）に対抗するレジスタンスを結成する。

#### 7人のこびとのキャラクターと特徴
- ウィル・グリム（Will Grimm）（演：ダニー・ウッドバーン）
  - 7人のリーダー。名前はグリム兄弟にちなんでいる。
- ブッチャー（Butcher）（演：マーティン・クレバ（英語版））
  - 元・肉屋の小人。
- ウルフ（Wolf）（演：セバスチャン・サラセーノ）
  - オオカミの毛皮をまとい、遠吠えができる小人。
- ナポレオン（Napoleon）（演：ジョーダン・プレンティス）
  - ナポレオン・ボナパルトに似た帽子をかぶる小人。
- ハーフ・パイント（Half Pint）（演：マーク・ポヴィネッリ（英語版））
  - 白雪姫に恋心を抱く小人。
- グラブ（Grub）（演：ジョー・グノッフォ）
  - 常に何かを食べている小人。
- チャック（Chuck）（演：ロナルド・リー・クラーク）
  - よく笑う小人。

### 『プリンセス・シリーズ』（Jim C. Hines）での登場
ジム・C・ハインズの『プリンセス・シリーズ』において、7人のこびとは単なるこびとではなく、擬人化された「元素の精霊」として登場する。これらの精霊は、白雪姫（Snow）が母の魔法書の呪文を使って召喚する存在であり、それぞれが異なる自然の力を象徴している。

#### 7人のこびと（精霊）とその属性
1. 地（Earth）
2. 風（Air）
3. 火（Fire）
4. 水（Water）
5. 光（Light）
6. 影（Shadow）
7. 魔法（Magic）（独立した存在ではなく、白雪姫自身に宿る）

「魔法（Magic）」の精霊は他の六つの精霊とは異なり、独自の形を持たず、白雪姫の体に宿ることで彼女の力を増幅させる。

#### 召喚の代償と影響
- 7人の精霊は強力な戦士であり、召喚されると白雪姫に忠実に仕える。
- しかし、召喚の代償として白雪姫は「7年分の寿命」を支払う必要がある。
- その結果、彼女は実年齢よりも見た目が老けており、20代前半であるにもかかわらず30代半ばに見える。

#### 作中での召喚
- シリーズ開始前：白雪姫は初めて精霊を召喚し、母親（邪悪な女王）を倒すために使用した。
- 第1作（The Stepsister Scheme）：母親の霊と戦うために再び召喚。
- 第2作（Red Hood’s Revenge）：無慈悲な「ワイルドハント」と戦うために召喚を検討するが、霊的な存在に対して有効かどうか不明なため断念。

### 『スノーホワイト』での登場
映画 『スノーホワイト』（2012年） では、7人のこびとはもともと8人のこびとだったが、物語の途中で一人が犠牲になり、7人となる。彼らはスノーホワイトとエリック（ハンツマン）がクイーン・ラヴェンナから逃れる途中で出会う。
このバージョンの小人たちは、オガム文字（古代ケルトのアルファベット）にちなんで名付けられている。

#### 8人のこびと（最初の状態）
1. ベイス（Beith）（演：イアン・マクシェーン）
  - 7人のリーダー。
  - 名前はオガム文字の「B」（ベイス）に由来する。
2. ミュア（Muir）（演：ボブ・ホスキンス）
  - 盲目の長老で、予知能力を持つ。
  - クエルト（Quert）の父親。
  - 名前はオガム文字の「M」（ムイン）に由来する。
3. クエルト（Quert）（演：ジョニー・ハリス）
  - ミュアの息子。
  - 名前はオガム文字の「Q」（ケルト）に由来する。
4. コル（Coll）（演：トビー・ジョーンズ）
  - デュイル（Duir）の兄。
  - 名前はオガム文字の「C」（コル）に由来する。
5. デュイル（Duir）（演：エディ・マーサン）
  - コルの弟。
  - 名前はオガム文字の「D」（デュイル）に由来する。
6. ゴルト（Gort）（演：レイ・ウィンストン）
  - 気難しい性格のこびと。
  - 名前はオガム文字の「G」（ゴルト）に由来する。
7. ニオン（Nion）（演：ニック・フロスト）
  - ベイスの右腕。
  - 名前はオガム文字の「N」（ヌイン）に由来する。
8. ガス（Gus）（演：ブライアン・グリーソン）
  - スノーホワイトと特に親しい仲となるこびと。
  - クイーン・ラヴェンナの兵士からスノーホワイトを守るために命を落とす。
  - 名前はオガム文字とは無関係。

#### キャスティングの論争
この映画では、こびとのキャラクターを小人症の俳優ではなく、通常の身長の俳優の顔をデジタル処理して小さな体に合成する方法が採用された。これに対し、リトル・ピープル・オブ・アメリカ（LPA）が抗議を行い、議論を呼んだ。

### 『スノーホワイト／氷の王国』での登場
2016年の続編 『スノーホワイト/氷の王国』では、ニオンが再登場し、ハンツマンのエリックを助ける。
- 魔法の鏡が封印される前に盗まれたため、取り戻すための旅に同行する。
- ニオンは義理の弟で借金取りのグリフ（Gryff）（演：ロブ・ブライドン）とともに、エリックの任務を支援する。

### 『ワンス・アポン・ア・タイム』での登場
ドラマ 『ワンス・アポン・ア・タイム』 では、7人のこびと（最初は8人）が白雪姫の味方として登場し、ディズニー版と同じ名前が使われている。しかし、このバージョンでは小人たちに個別の背景やストーリーが設定されている。

#### 主要な7人のこびと

##### おこりんぼ（Grumpy） / リロイ（Leroy）（演：リー・アレンバーグ）
- 生まれたときの名前は「ドリーミー（Dreamy）」だったが、ある事件をきっかけに「おこりんぼ」となる。
- フェアリーダストの影響で妖精ノヴァ（Nova）を夢に見て恋に落ちる。
- ノヴァと一緒に逃げる計画を立てるが、ブルー・フェアリーから「彼女は翼を失い、幸せにはなれない」と言われ、別れを決意。
- 翌日、鉱山でツルハシを折り、新しいものを受け取った際に「グランピー（Grumpy）」と名付けられる。
- スノーホワイトと同じ牢に投獄されるが、兄弟の「ステルシー」に救出される。
- スノーホワイトに「愛を失う痛みを受け入れることで成長できる」と助言し、彼女がプリンス・ジェームズへの愛を忘れるポーションを飲むのを阻止する。
- ストーリーブルックでは、病院の清掃員であり町の飲んだくれ（Leroy）として登場。
- 記憶を取り戻した後、再び鉱山で妖精の粉を採掘し始める。

##### ねぼすけ（Sleepy） / ウォルター（Walter）（演：ファウスティーノ・ディ・バウダ）
- いつも眠そうなこびと。
- ストーリーブルックでは病院の警備員を務めるが、勤務中に居眠りすることが多い。

##### くしゃみ（Sneezy） / トム・クラーク（Tom Clark）（演：ゲイブ・クラウス）
- くしゃみが多いこびと。
- ストーリーブルックでは「ダークスター薬局」のオーナー。
- シーズン2で、ストーリーブルックの境界を超えた際に記憶を失う。

##### 先生（Doc）（演：デヴィッド・ポール・グローヴ）
- こびとのリーダー的存在。
- ストーリーブルックでも「Doc」の名前のままだが、職業は不明。

##### てれすけ（Bashful）（演：ミグ・ミカリオ）
- 物静かなこびと。
- ストーリーブルックでは名前が明かされていない。

##### おとぼけ（Dopey）（演：ジェフリー・カイザー）
- 一度も話さないこびと。
- ストーリーブルックでは名前が明かされていない。

##### ごきげん（Happy）（演：マイケル・コールマン）
- 陽気な小人。
- ストーリーブルックでは名前が明かされていない。

#### 追加の小人たち

##### ステルシー（Stealthy）（演：ジェフ・グスタフソン）
- もともと7人のこびとは8人だったが、彼が加わっていた。
- ツルハシで「隠密（Stealthy）」という名前を与えられる。
- グランピーとスノーホワイトを救出しようとするが、キング・ジョージの兵に殺される。
- 冥界で再登場し、ヘンリーによって未練を解消し、安らかに眠る。
- ウィッシュ・レルム（Wish Realm）ではスノーホワイトとプリンス・チャーミングが女王を倒したため生存している。

##### ボッシー（Bossy）（演：ケン・クレイマー）
- こびとたちのリーダー的な存在。

##### ウォッチー（Watchy）（演：リチャード・イアン・コックス）
- こびとの卵が孵るまで見守る役割を担う。

#### ストーリーブルックでの役割
- こびとたちは全員、ストーリーブルックの住人として現代世界にいるが、それぞれ異なる職業や生活をしている。
- シーズン1で呪いが解けると、彼らは記憶を取り戻し、元の世界の役割に戻っていく。
- グランピーが中心となり、再び妖精の粉を採掘するために鉱山を掘り直す。

### 『The Goodies』での登場
イギリスのコメディ番組 『The Goodies』 の 最終シリーズの第1話（ITV制作） では、おとぎ話の世界を舞台にしたストーリーが描かれた。このエピソードでは、グッディーズのメンバーが7人のこびとの一部に取って代わる。

#### エピソードの展開
- 元の7人のこびとのうち、2人が寒さで死亡し、1人が金魚に食べられるというブラックユーモアの展開。
- 生き残ったこびとたちは、ディズニー映画版と同じ名前（ねぼすけ、しあわせ、おこりんぼ）を持つ。
- グレアム（Graeme）とビル（Bill）は、こびととして馴染むために自分たちの名前を「ソッピー（Soppy）」と「グウォッティ（Gwotty）」に変更。
- ティム（Tim）のみ、本名のまま小人の一員となる。

しかし、最終的に 彼らは背が高すぎるために正体がバレるというオチになる。

### その他の登場作品と七人の小人の名前
『白雪姫』の物語には、多くの翻案作品が存在し、それぞれ独自のこびとの名前が登場している。中には、こびとの代わりに別のキャラクターが登場する作品もある（例：『新白雪姫伝説プリーティア』。また、1998年のオペラ 『Schneewittchen』 のように、こびとが登場しない作品もある。

#### 各作品ごとの7人のこびとの名前一覧
| 作品名                              | 発表年 / メディア                                         | 7人のこびとの名前                                                   |
| ----------------------------------- | --------------------------------------------------------- | ------------------------------------------------------------------- |
| Snow White and the Seven Dwarfs     | 1912年 / 舞台劇                                           | Blick, Flick, Glick, Snick, Plick, Whick, Quee                      |
| Mr. Magoo's Little Snow White       | 1965年 / TV（『The Famous Adventures of Mr. Magoo』）     | Axlerod, Bartholomew, Cornelius, Dexter, Eustace, Ferdinand, George |
| フェアリーテール・シアター          | 1984年 / TVシリーズ                                       | Bertram, Bubba, Barnaby, Bernard, Boniface, Bruno, Baldwin          |
| Snow White                          | 1987年 / キャノン・ムービー・テイルズ映画                 | Biddy, Diddy, Fiddy, Giddy, Iddy, Kiddy, Liddy                      |
| 白雪姫の伝説                        | 1994年 / アニメ                                           | Boss, Gourmet, Woody, Goldie, Chamomile, Vet, Jolly                 |
| Snow White                          | 1994年 / グッドタイムズ・エンターテインメントのアニメ映画 | Sunbeam, Toadstool, Fawn, Hedgehog, Robin, Cricket, Tadpole         |
| スノーホワイト/白雪姫               | 2001年 / TV映画                                           | Monday, Tuesday, Wednesday, Thursday, Friday, Saturday, Sunday      |
| 7 Dwarves – Men Alone in the Wood   | 2004年 / ドイツのコメディ映画                             | Brummboss, Sunny, Cloudy, Tschakko, Cookie, Bubi, Speedy            |
| 7 Dwarves: The Forest Is Not Enough | 2006年 / ドイツのコメディ映画                             | Brummboss, Sunny, Cloudy, Tschakko, Cookie, Bubi, Speedy            |
| シドニー・ホワイトと７人のオタク    | 2007年 / 映画                                             | Terrence, Gurkin, Spanky, Embele, Jeremy, Lenny, George             |
| Schneewittchen                      | 2009年 / TV映画                                           | Gorm, Knirps, Niffel, Quarx, Querx, Schrat, Wichtel                 |
| My Fair Godmother                   | 2009年 / 小説                                             | Reginald, Percival, Cedric, Edgar, Cuthbert, Ethelred, Edwin        |

#### 特徴と傾向
- 初期の翻案（1912年舞台劇）では、名前に韻を踏ませたものが多い（Blick, Flick, Glick など）。
- 1980年代〜1990年代のアニメ作品では、キャラクターの個性を反映した名前が増えている（例：『白雪姫の伝説』の Boss, Gourmet, Woody など）。
- 2000年代以降の作品では、曜日に基づく命名（『スノーホワイト/白雪姫』）や、現代風の名前（『シドニー・ホワイトと７人のオタク（英語版）』の Terrence, Gurkin, Spanky など）が登場。
- ドイツのコメディ映画（『7 Dwarves』シリーズ）では、個性的な名前（Brummboss, Cloudy, Tschakko など）が用いられている。

### 現代音楽での登場
デヴィッド・ボウイの1997年のアルバム『アースリング』に収録された楽曲「Little Wonder」では、歌詞の中で7人のこびとの名前がリストアップされている。童話の要素を取り入れながらも、ボウイらしい前衛的な音楽スタイルの中で使用されているのが特徴的である。
2001年にドイツのロックバンド、ラムシュタインが発表したシングル「Sonne」では、ミュージックビデオの中でバンドメンバーが7人のこびととして登場する。ここでは、白雪姫が支配的な存在として描かれ、こびとたちは彼女のために金を採掘するという独特な演出がなされている。童話の要素を大胆にアレンジし、ダークな映像美とともに表現したこの作品は、当時話題を呼んだ。
また、テイラー・スウィフトの2008年のアルバム『フィアレス』に収録された楽曲「The Best Day」では、白雪姫と7人のこびとが歌詞の中で言及されている。この曲は母親との思い出を振り返る内容となっており、童話のモチーフを使うことで、幼少期の純粋な幸福感や母との絆を象徴的に表現している。
このように、7人のこびとはさまざまな音楽作品において異なる解釈のもとで使用されており、それぞれのアーティストの個性や作品のテーマに応じた形で取り入れられている。